# Hydrochorema tenuicaudatum
Hydrochorema tenuicaudatum là một loài Trichoptera thuộc họ Hydrobiosidae. Chúng phân bố ở miền Australasia.